# Adolph Leonhardt

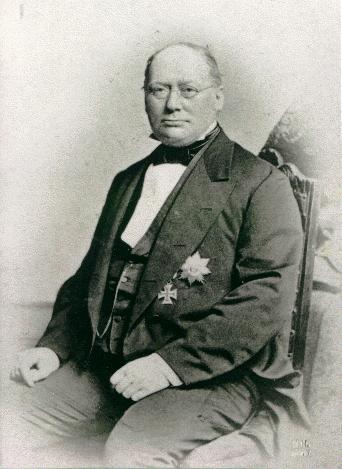
Adolph Leonhardt

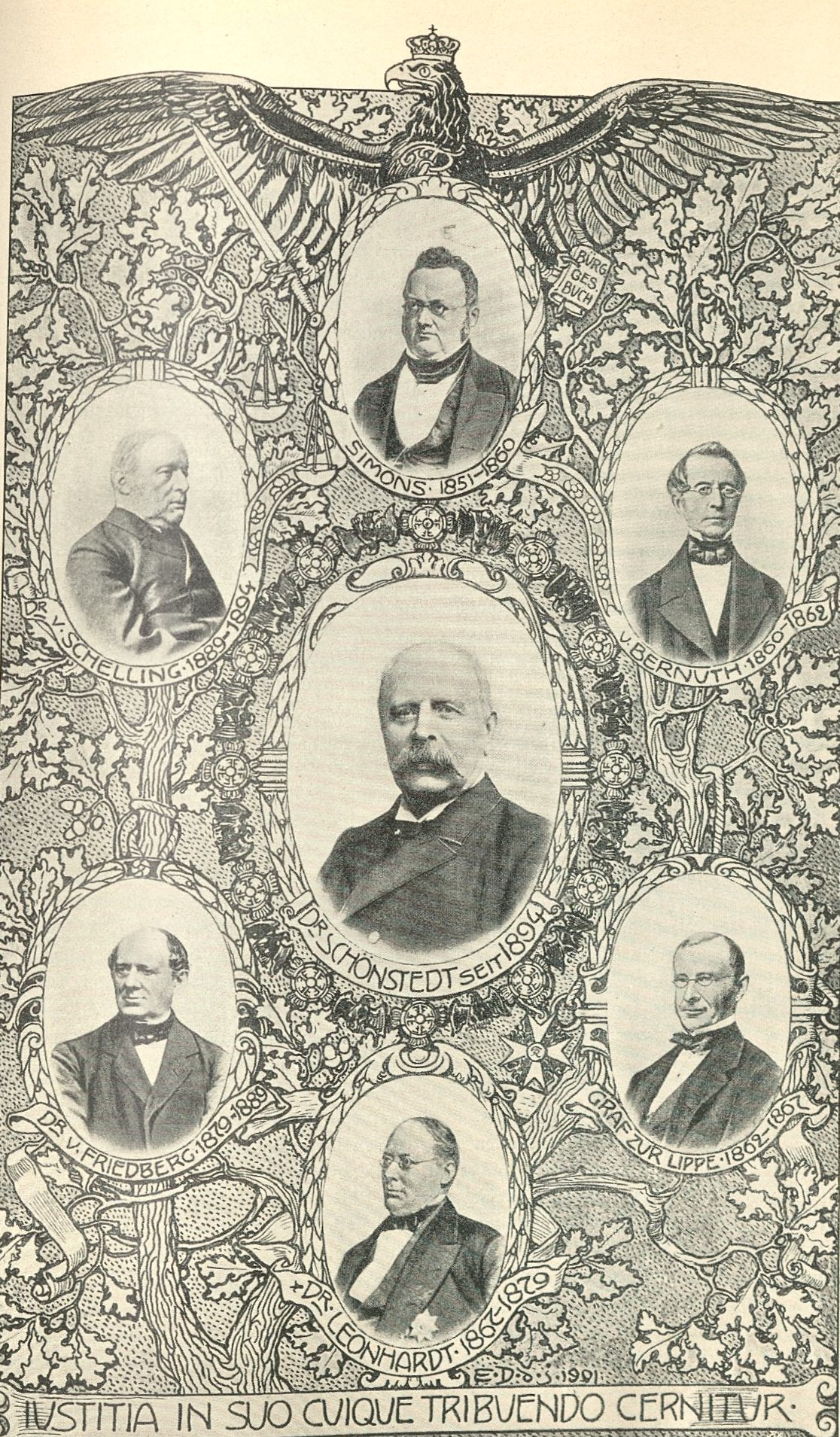
Justizminister Preußens 1851–1905

Gerhard Adolph Wilhelm Leonhardt (* 6. Juni 1815 in Hannover; † 7. Mai 1880 ebenda) war ein deutscher Jurist. Er war Justizminister im Königreich Hannover und später in derselben Funktion in Preußen.

## Leben
Leonhardt war Sohn eines Beamten. Er studierte nach dem Besuch des Lyzeums in Hannover Rechtswissenschaften in Göttingen, vorübergehend in Berlin, ehe er erneut in Göttingen mit Auszeichnung promovierte. Seit 1842 arbeitete er als Rechtsanwalt in Hannover und veröffentlichte mehrere juristische Schriften. Im Jahr 1848 trat er als wissenschaftlicher „Hilfsarbeiter“ (eine Art Assistent) in das hannoversche Justizministerium ein. Im Jahr 1863 stieg er zum Generalsekretär des Ministeriums unter dem Minister Ludwig Windthorst auf. Kurz vor der
Annexion des Landes wurde er 1865 Justizminister. Er wirkte dabei an neuen Gesetzen zur Zivil- und Strafgesetzordnung und der Gerichtsorganisation mit.
Nach der Annexion trat Leonhardt in den preußischen Staatsdienst ein. Zunächst war er Vizepräsident des Oberappellationsgerichts in Celle. Nur wenig später wurde Leonhardt Präsident des Oberappellationsgerichts in Berlin. Bereits 1867 wurde er zum preußischen Justizminister, Mitglied des Herrenhauses und Kronsyndikus ernannt. Der liberal eingestellte Leonhardt war in seiner Amtszeit verantwortlich für das Hypothekengesetz oder die Grundbuchordnung. Maßgeblich beteiligt war er auf Reichsebene an der Ausarbeitung des Strafgesetzbuches, der Gerichtsverfassung, sowie der Straf- und Zivilprozessordnung. Aus Krankheitsgründen bat er 1879 um seine Entlassung.

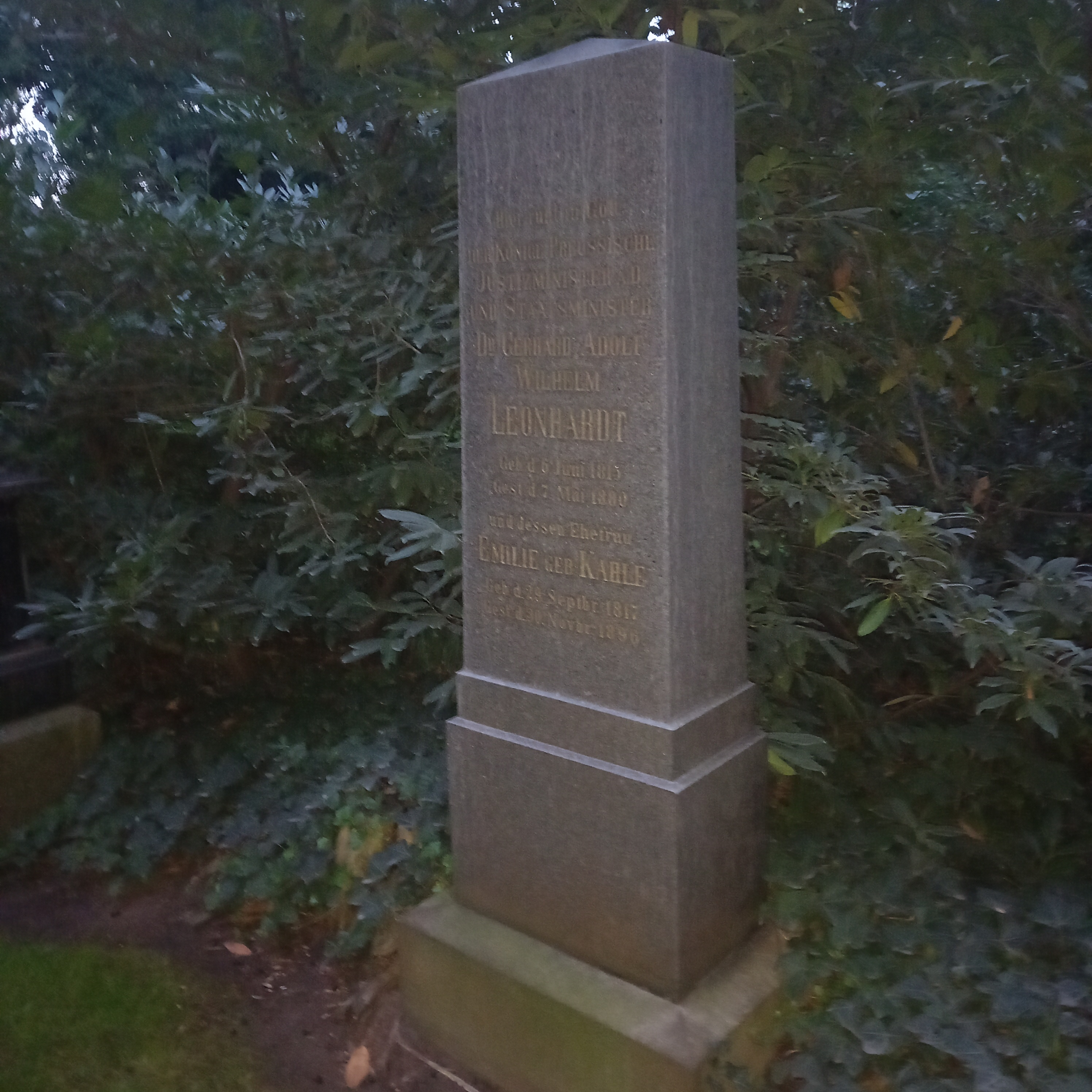
Das Grab von Adolph Leonhardt (Schreibweise auf dem Grabstein „Adolf“) und seiner Ehefrau Emilie gaborene Karle auf dem Stadtfriedhof Engesohde in Hannover

## Grabmal
Das Grabmal von Adolph Wilhelm Leonhardt findet sich auf dem Stadtfriedhof Engesohde, Abteilung 21A, Grabnummer 4a-4b.

## Ehrungen
In Berlin-Charlottenburg trägt die Leonhardtstrasse seit 1897 seinen Namen.